# Hans-Peter Reimann
Hans-Peter Reimann (ur. 10 maja 1957) – niemiecki kolarz torowy i szosowy reprezentujący RFN, wicemistrz świata.

## Kariera
Największy sukces w karierze Hans-Peter Reimann osiągnął w 1979 roku, kiedy wspólnie z Dieterem Giebkenem zdobył srebrny medal w wyścigu tandemów podczas mistrzostw świata w Amsterdamie. W zawodach tych reprezentanci RFN ulegli jedynie Francuzom w składzie: Yavé Cahard i Franck Depine. Był to jedyny medal wywalczony przez Reimanna na międzynarodowej imprezie tej rangi. Ponadto wielokrotnie zdobywał medale torowych mistrzostw kraju, ale nigdy nie wystartował na igrzyskach olimpijskich.